# Каменюки
Каменю́ки (белор. Камяню́кі, бел. лат. Kamianiuki, польск. Kamieniuki) — агрогородок на севере Каменецкого района Брестской области Республики Беларусь, центр одноимённого сельсовета, административный центр Национального парка «Беловежская Пуща». 
Агрогородок расположен в 17 км от районного центра — Каменца — и в 52 км от областного центра — Бреста. Площадь — 184,85 га, численность населения — 896 человек (2019). Председатель сельисполкома — Богалейша Сергей Сергеевич, староста деревни — Ребик Василий Владимирович.

## Этимология
Происхождение названия деревни идёт от слова «камень». Есть несколько версий:
- от большого количества камней на местности;
- от умельцев, которые умели изготавливать инструменты труда и охоты из камней.

Название деревни «Каменікі» упоминается в актах Гродненской губернии Брестского уезда в XVIII веке. Какое историческое происхождение названия «Камянюкі» ещё точно не установлено. В официальных документах до 1935 года деревня значится под названием «Королёв Мост», в других документах (до 1924 года) — под названием «Каменики», что может уточнить «Атлас СССР», изданный главным управление геодезии и картографии при Совете Министров СССР в 1969 году в Москве.
Своё название «Королёв Мост» населённый пункт берёт в XVIII веке со времён правления польско-литовских феодалов и создания в Беловежской пуще лесничества. По рассказам старожилов, польский король Стефан Баторий со своим войском охотился в пуще, а местом размещения выбрал правый берег реки Лесная Правая, что напротив теперешнего населённого пункта Каменюки. Для удобного выхода на охоту за левый берег реки, он приказал построить деревянный мост через реку. С этого времени мост получил название «Крулёў Мост».
В послевоенное время, когда в пуще прошла государственная граница, за деревней закрепилось название «Камянюкі». Однако официального документа о переименовании деревни пока что никто не обнаружил. Найденные в 1964–1970 годах при строительных работах каменные инструменты труда (мотыга, ручное рубило, каменный топор) свидетельствуют о наличии стоянок (селищ) древних людей в период Неолита (нового каменного века).

## География
Климат местности умеренно-континентальный, склонный к морскому; воздух влажный. Почвы песчано-подзолистые, бурые лесные, подзолистые и торфяно-подзолистые.
На возвышенностях хорошо растут сосны, можжевельник, в низинах — ель. В пойме реки Лесная Правая растут берёза, ольха, лоза, черёмуха, облепиха, калина, малина и другая растительность.
Животный мир представлен зубрами, высокородными оленями, дикими кабанами, косулями, зайцами, белками. Обитают аисты (белый и чёрный), вороны, сороки, ласточки, стрижи, воробьи, зяблики, соловьи, кукушки, сойки, лебеди и утки.
Жители деревни выращивают и держат свиней, коров, кур, баранов, кроликов, гусей и уток. Сажают картофель, свёклу, рожь, ячмень. На огородах выращивают огурцы, помидоры, лук, морковь, капусту, чеснок, тыкву, фасоль, кабачки, петрушку, укроп и подсолнухи.

## История
Первое Королев Мост упоминается в жалованной грамоте короля Сигизмунда II Августа, данной дворянину Остафию Власьевичу Новицкому на имение Клековичи с входами в Пущу от 7 февраля 1558 года.
Первое упоминание названия «Камени́ки» можно отнести к «Ординации пущи Беловежского и Каменецкого лесничеств», составленной в октябре 1639 года. В 1775 году в деревне Каменики насчитывалось 9 дымов (жилых домов), а в соседней деревне Бородичи (ныне в составе Каменюк) — 27 дымов.

### В составе Российской империи
C конца XVIII века появляется больше информации о Беловежской пуще, соответственно чаще упоминается и Королев Мост. Из важных моментов XIX века для Королева Моста стоит отметить оба польских народных восстания. На момент ноябрьского восстания (1831 год), один из его руководителей — надлесничий Беловежской пущи Евгений де Ронка — проживал в Королевом Мосту, где готовил оружие и припасы для повстанцев. Здесь же останавливались русские войска, подавлявшие восстание. 10 февраля 1863 года, во время январского восстания, отряд из 150 повстанцев под руководством Романа Рогинского, перейдя мост у Камеников, за греблей остановился на ночь на месте старой лесничовки. К утру их настигли русские войска и, обойдя с тыла, ударили из артиллерии по ещё сонным повстанцам. Те бросились обратно по гребле в сторону Королева Моста и только чуть больше половины отряда смогли спастись. Рогинский повел их вдоль реки Лесной в сторону Шерешева. Вероятно, именно это посещение Королева Моста войсками генерала Ностица описывалось в европейских газетах (польская «Czas» и английская «The Tablet») в марте 1863 года. Речь шла о «Кровавой расправе русских войск над жителями деревни Королев Мост. Всех, кого поймали в тот день, закрыли в хате и подожгли. Тех, кто пытался спастись, пролезая в окна и двери, рубили саблями…»

### Межвоенный период
По Рижскому мирному договору, подписанному 18 марта 1921 года, деревня Каменюки отходила к Польской Республике — она вошла в состав гмины Беловежской Бельского повета Белостокского воеводства. По результатам переписи населения Польши 1921 года в деревне насчитывалось 22 здания, проживало 138 человек (66 мужчин и 72 женщины). Все 138 жителей исповедовали православие, при этом 108 человек считали себя белорусами, 13 — поляками, ещё 17 человек — других национальностей. 

### Великая Отечественная война
Во время Великой Отечественной в Каменюках, именуемых немцами Кёнигсбрюке (Konigsbrucke), с 23 июня 1941 года была военная часть, затем опорный пункт батальона охраны. С 1943 года — опорный пункт егерского отряда специального назначения, а в конце войны штаб советской пехоты. За время войны было расстреляно или повешено 30 жителей, на фронтах погибло и без вести пропало ещё 13 человек. Для освещения улиц, домов лесников и военных, немцами на реке Лесной была построена электростанция, для этого даже было прорыто дополнительное русло. Электростанция была на бетонных опорах, которые и сейчас можно увидеть, если продраться к реке через кусты за ветлечебницей.

### Послевоенный период
После войны часть Беловежской пущи с поселком Беловежа, где были расположены управление, музей, научная лаборатория, библиотека, зубровый и тарпаний питомники, отошла к Польше. Управление белорусской частью Беловежской пущи решили разместить в Каменюках. Кстати, название трансформировалось за время войны, возможно из-за быстрой смены «хозяев», говорящих на разных языках. В послевоенное время здесь были построены деревянные семилетняя школа, дом культуры, почта, другие здания, некоторые из которых сохранились до сих пор. В 1962 году, за рекой, в километре от деревни, было построено новое административное здание заповедника. Местность, где расположился главный корпус, так и окрестили — «Главным». Важными «градостроительными предприятиями» стали лесозавод и научный лабораторный корпус.
Каменюки стали центром сельского совета в 1964 году. Постепенно создавалась соответствующая инфраструктура — новая школа, дом культуры, почта, поликлиника, сельская библиотека, детский сад, комбинат бытового обслуживания и др. В конце 60-х годов на юге деревни был построен новый «микрорайон» из двух и трехэтажных домов. На тот момент на советско-китайской границе происходил вооруженный конфликт, поэтому новую часть деревни назвали в честь конфликтного острова «Даманский».
Во времена Перестройки, в 1986 году, сдали в эксплуатацию новый кирпичный дом культуры. В нём располагались огромный кинотеатр, музыкальная школа, два больших фойе для торжеств, спортивный зал и др. Однако здание простояло всего 20 лет — в 2006 году было признано аварийным и ликвидировано. В том же году на въезде в деревню «Белоруснефть» открыло круглосуточную автозаправочную станцию.

### Новейший период
Следующий серьёзный прорыв совершенствования инфраструктуры деревни и её благоустройства пришелся на 2008—2009 годы — когда Беловежская пуща праздновала 600-летие заповедного режима. Президентом Республики Беларусь Александром Лукашенко были выделены средства на благоустройство пущанских деревень и административных зданий учреждения. На «Главном» было построено новое здание эколого-просветительского центра с музеем природы и управлением национального парка. Проведена реконструкция гостиниц, ресторана и кафе. Была реконструирована и приняла совершенно новый вид въездная группа контрольно-пропускного пункта. В Каменюках было построено 15 новых коттеджей, которые преобразовали деревню в агрогородок. Вся деревня преобразилась — на домах центральной, Пущанской улицы заменили крыши и выкрасили в едином стиле, тротуары были выложены новой плиткой, по улицам установили фонари и восстановилось освещение, не работавшее в деревне с конца 90-х годов. Дом культуры возобновил свою работу в здании детского сада, который, в свою очередь, перебрался в здание начальной школы. Была проведена реконструкция магазинов, кафе и гостиницы, а через реку Лесная Правая построили новый мост.

## Население
| Год             | 1866 | 1905 | 1921 | 1940 | 1970 | 1997   | 2005 | 2009   | 2016   | 2019 |
| --------------- | ---- | ---- | ---- | ---- | ---- | ------ | ---- | ------ | ------ | ---- |
| Население, чел. | 148  | ▲276 | ▼138 | ▲249 | ▲970 | ▲1 248 | ▼601 | ▲1 119 | ▼1 052 | ▼896 |

## Инфраструктура

### Улицы
Всего в агрогородке насчитывается 5 улиц и 2 переулка:
- Каменюкская улица (бел. Камянюкская вуліца)
- Набережная улица (бел. Набярэжная вуліца)
- Пограничная улица (бел. Пагранічная вуліца)
- Пущанская улица (бел. Пушчанская вуліца)
- Советская улица (бел. Савецкая вуліца)
- Красноармейский переулок (бел. Чырвонаармейскі завулак)
- Лесной переулок (бел. Лясны завулак)

### Главные объекты
- Каменюкский сельский центр культуры и ремёсел (одновременно здание сельисполкома)[12]
- Экологическая школа (ГОСЭШ[13])
- Детский сад
- Амбулатория
- Гостиница № 2
- Белпочта
- Беларусбанск
- Кафе «У лесной»(ранее «Алеся»)

## Культура
- Центр ремёсел и культуры
- Музей ГУО "Каменюкская средняя школа"

## Достопримечательность
- Археологический музей под открытым небом в Беловежской пуще
- Братская могила (1941) —  Историко-культурная ценность Республики Беларусь, шифр 113Д000348
- Свято-Георгиевская церковь (строилась с ноября 1998 года по 2007 год)[14]